# Mariya Ise
Mariya Ise (伊瀬 茉莉也 Ise Mariya?) (Yokohama, Kanagawa, Japón, 25 de septiembre de 1988) es una actriz de voz japonesa, afiliada a Across Entertainment. El papel principal es Urara Kasugano/Cure Lemonade en Yes! PreCure 5. Participó en sus otros papeles como Killua Zoldyck en Hunter × Hunter (2011), Ray en Yakusoku no Neverland, Midari Ikishima en Kakegurui, Reg en Made in Abyss, Stocking en Panty & Stocking with Garterbelt, Levy McGarden en Fairy Tail, Eureka (conocida como Bonnie en otros doblajes) en  Pokemon XY, entre otros.

## Biografía
Estuvo interesada en seguir la actuación después de ver el filme de La princesa Mononoke en tercer grado. Inicialmente, anhelaba el trabajo de directora y comenzó a ver varios trabajos.
En 2002, protagonizó la serie de anime Aishiteruze Baby. Inmediatamente después de su debut, prestó su voz a Cure Lemonade en Yes! Pretty Cure 5 y la estrella invitada del especial de televisión  Lupin III: Seven Days Rhapsody. Ise es conocida por ser una prolífica actriz de voz que interpretó una amplia variedad de papeles. El 1 de octubre de 2009, trasladó su oficina de Bring-up a Across Entertainment.

## Vida personal
En enero de 2015, ella anunció que contrajo matrimonio y en otoño de ese mismo año, anunció que dio luz a su primer hijo en su blog oficial. En agosto de 2022 se divorció y tomo la custodia total de su hijo.

## Filmografía

### Anime
2004
- Aishiteruze Baby (Amiga de Ayumi, Episodio 22)

2005
- Onegai My Melody (Yuka Kano)
- Sugar Sugar Rune (Nanako Walsh)
- Mushishi (Renzu Ioroi, Episodio 1)

2006
- Air Gear (Ringo Noyamano)
- Onegai My Melody ~Kuru Kuru Shuffle~ (Yuka Kano)
- School Rumble Segunda temporada (Satsuki Tawaraya)
- Lupin III: Seven Days Rhapsody (Michelle)
- Pretty Cure Splash Star (Mari Yamaguchi)

2007
- Eyeshield 21 (Riku)
- Onegai My Melody Sukkiri♪ (Yuka Kano)
- Tōka Gettan (Tōka Kamiazuma)
- Yes! Pretty Cure 5 (Urara Kasugano/Cure Lemonade)

2008
- Detroit Metal City OVA (Crowther)
- Gunslinger Girl -il Teatrino- (Beatrice)
- Hell Girl (Sora Egami)
- Magician's Academy (Tanarotte)
- Penguin Musume Heart (Kujira Eturofu)
- Porphy no Nagai Tabi (Alicia)
- Yes! Pretty Cure 5 Go Go! (Urara Kasugano/Cure Lemonade)

2009
- Chrome Shelled Regios (Barmelin Swattis Nolne)
- Fairy Tail (Levy McGarden, Romeo Conbolt)
- GA Geijutsuka Art Design Class (Yoshikawa)
- Hatsukoi Limited (Ayumi Arihara)
- Jewelpet (Ririka Himeno)
- NEEDLESS (Aruka)
- Sora no Manimani (Sakurakawa)
- Yumeiro Patissiere (Lemon Yamagishi)
- Zettai Meikyuu Grimm (Henrietta Grimm)

2010
- Durarara!! (Mika Harima)
- Hanamaru Kindergarten (Hinagiku)
- Ladies versus Butlers! (Kaede Tenjōji)
- Kaichō wa Maid-sama! (Erika)
- Model Suit Gunpla Builders Beginning G (Rina Noyama)
- Ōkami Kakushi (Nemuru Kushinada)
- Ore no Imōto ga Konna ni Kawaii Wake ga Nai (Sena Akagi)
- Panty & Stocking with Garterbelt (Stocking)
- Densetsu no Yūsha no Densetsu (Kuu Orla)
- Toaru Majutsu no Index II (Lucia)
- Yumeiro Patissiere (Lemon Yamagishi)

2011
- Aria the Scarlet Ammo (Riko Mine)
- Dream Eater Merry (Saki Kirishima)
- Kimi ni Todoke Segunda temporada (Musubi Tomizawa, Episodio 10)
- Tiger & Bunny (Pao-Lin Huang/Dragon Kid)
- Mayo Chiki! (Masamune Usami)
- Ro-Kyu-Bu! (Miyu Aida)
- Sengoku Otome ~Momoiro Paradox~ (Uesugi Kenshin)
- Hunter x Hunter (2011) (Killua Zoldyck)
- Ben-To (Sen Yarizui)

2012
- Code Geass: Akito the Exiled (Olivia Lowell)
- Girls und Panzer (Naomi)
- Hyōka (Misaki Sawakiguchi)
- Medaka Box Abnormal (Unzen Myouga)
- Zetman (Hanako Tanaka)

2013
- Aku no Hana (Sawa Nakamura)
- Inazuma Eleven GO! Chrono Stone(Beta)
- Ore no Imōto ga Konna ni Kawaii Wake ga Nai 2 (Sena Akagi)
- Log Horizon (Raynesia Erhart Cowen)

2014
- Log Horizon 2 (Raynesia Erhart Cowen)
- Lord Marksman and Vanadis (Ludmila "Mila" Lourie)
- Ōkami Shōjo to Kuro Ōji (Marin Tachibana)
- Pokémon : XY (Bonnie/Eureka)
- Seikoku no Dragonar (Eco)
- Nanatsu no Taizai (Guila)
- Soredemo Sekai wa Utsukushii (Mira)

2015
- Durarara!!×2 Shou (Mika Harima)
- Hidan no Aria AA (Riko Mine)
- Durarara!!×2 Ten (Mika Harima)

2016
- Yuri on Ice (Yuko Nishigori)
- Days (Ubukata Chikako)

2017
- Houseki no kuni (Antarcticite)
- Made in Abyss (Reg)
- Shōkoku no Altair (Lily Kokoschka)
- Boruto: Naruto Next Generations (Buntan Kurosuki)
- Kakegurui (Midari Ikishima)
- Black Clover (Dorothy Unsworth)

2018
- Satsuriku no Tenshi (Catherine "Cathy" Ward)

2019
- The Promised Neverland (Ray)
- Kakegurui XX (Midari Ikishima)
- Sarazanmai (Otone Jinai)
- One Piece (Kikunojo)
- Mix (Arisa Mita)

2020
- The God of High School (Jegal Taek (Niño))
- Jujutsu Kaisen (Setsuko Sasaki)

2021
- JoJo's Bizarre Adventure: Stone Ocean (Foo Fighters/F.F.)
- Kimetsu no Yaiba: Mugen Ressha-hen (TV) (Kyojuro Rengoku) (Niño)
- The Promised Neverland Season 2(Ray)
- SSSS.Dynazenon (Sra. Inamoto)
- Heion Sedai no Idaten-tachi (Miku)

2022
- Akebi-chan no Sailor-fuku (Ai Tatsumori)
- Chainsaw Man (Himeno)
- Made in Abyss: The Golden City of the Scorching Sun (Reg)

2023
- Kubo-san wa Mob wo Yurusanai (Seita Shiraishi)
- Undead Unluck (Juiz)
- El vampiro vive muriendo (Sanzu)
- Jujutsu Kaisen Season 2 (Satoru Gojo) (Niño)

2024
- Metallic Rouge (Opera)

### Películas
- Evangelion: 3.0 You Can (Not) Redo (Midori Kitakami)
- Películas de Hunter × Hunter (Killua Zoldyck)
- Pokemon the Movie XY: The Cocoon of Destruction and Diancie (Bonnie/Eureka)
- Pokemon the Movie XY: Hoopa and the Clash of Ages (Bonnie/Eureka)
- Pokemon the Movie XY: Volcanion and the Mechanical Marvel (Bonnie/Eureka)
- Películas de Made in Abyss (Reg)
- Kimetsu no Yaiba: Mugen Ressha-hen (Kyojuro Rengoku) (Niño)
- Evangelion: 3.0+1.0 Thrice Upon a Time (Midori Kitakami)
- My Hero Academia: World Heroes Mission (Beros)
- Pretty Guardian Sailor Moon Cosmos: The Movie  (Sailor Tin Nyanko) (2023)

### Videojuegos
2014
- J-Stars Victory Vs (Killua Zoldyck)
- Danganronpa Another Episode: Ultra Despair Girls (Nagisa Shingetsu)

2017
- Tokyo Afterschool Summoners  (Arc, Durga)

2018
- Digimon ReArise (Kudamon)

2019
- Arknights (Magallan)

2020
- Magia Record: Puella Magi Madoka Magica Side Story (Rui Mizuki)
- The Seven Deadly Sins: Grand Cross (Guila)

### Comerciales
- Kyōkai no Rinne (Sakura Mamiya)

### Doblaje
- The Exorcist (Casey Rance)
- Smash (Margot)
- Winx Club (Musa)
- Higglytown Heroes (Fran)
- The Addams Family (Parker Needler)

## Música
- Interpretó el ending MOST Ijou no "MOSTEST de la serie Seikoku no Dragonar junto con Ayane Sakura y Marina Inoue en su primera versión. A ellas se le sumaron Asuka Ōgame, Asami Shimoda y Kana Hanazawa para su tercera versión.